# Lijst van voetbalinterlands Grenada - Haïti
Deze lijst van voetbalinterlands geeft een overzicht van alle officiële voetbalwedstrijden tussen de nationale teams van Grenada en Haïti. De landen hebben tot op heden zes keer tegen elkaar gespeeld, te beginnen met een kwalificatiewedstrijd voor het Wereldkampioenschap voetbal 1998 op 12 mei 1996 in Port-au-Prince. Het laatste duel, een kwalificatiewedstrijd voor het Wereldkampioenschap voetbal 2018, vond plaats op 4 september 2015 in Port-au-Prince.

## Wedstrijden
| № | Plaats          | Datum            | Competitie                      | Wedstrijd       | Uitslag |
| - | --------------- | ---------------- | ------------------------------- | --------------- | ------- |
| 1 | Port-au-Prince  | 12 mei 1996      | WK 1998 kwalificatie            | Haïti − Grenada | 6 − 1   |
| 2 | Saint George's  | 18 mei 1996      | WK 1998 kwalificatie            | Grenada − Haïti | 0 − 1   |
| 3 | Washington D.C. | 8 juli 2009      | CONCACAF Gold Cup 2009          | Haïti − Grenada | 2 − 0   |
| 4 | Saint George's  | 18 november 2012 | Caribbean Cup 2012 kwalificatie | Grenada − Haïti | 0 − 2   |
| 5 | Saint George's  | 4 september 2015 | WK 2018 kwalificatie            | Grenada − Haïti | 1 − 3   |
| 6 | Port-au-Prince  | 8 september 2015 | WK 2018 kwalificatie            | Haïti − Grenada | 3 − 0   |

## Samenvatting
| Competitie                 | Totaal gespeeld | Winst Grenada | Gelijk | Winst Haïti | Doelsaldo Grenada – Haïti |
| -------------------------- | --------------- | ------------- | ------ | ----------- | ------------------------- |
| WK-kwalificatie            | 4               | 0             | 0      | 4           | 2 − 13                    |
| CONCACAF Gold Cup          | 1               | 0             | 0      | 1           | 0 − 2                     |
| Caribbean Cup-kwalificatie | 1               | 0             | 0      | 1           | 0 − 2                     |
| Totaal                     | 6               | 0             | 0      | 6           | 2 − 17                    |

GFA · A-internationals · Bondscoaches · Statistieken · Grenediaans vrouwenelftal · Olympisch elftal
1978 – 1989 · 
1990 – 1999 · 
2000 – 2009 · 
2010 – 2019 ·
2020 − 2029
CGC 2009 · 
CGC 2011 ·
CGC 2021
Amerikaanse Maagdeneilanden ·
Andorra ·
Anguilla ·
Antigua en Barbuda ·
Aruba ·
Barbados ·
Belize ·
Bermuda ·
Britse Maagdeneilanden ·
Costa Rica ·
Cuba ·
Curaçao ·
Dominica ·
El Salvador ·
Gibraltar ·
Guatemala ·
Guyana ·
Haïti ·
Honduras ·
Jamaica ·
Kaaimaneilanden ·
Montserrat ·
Nederlandse Antillen ·
Noorwegen ·
Panama ·
Puerto Rico ·
Qatar ·
Rusland ·
Saint Kitts en Nevis ·
Saint Lucia ·
Saint Vincent en de Grenadines ·
Suriname ·
Taiwan ·
Trinidad en Tobago ·
Verenigde Staten
FHF · A-internationals · Selecties · Bondscoaches · Haïtiaans vrouwenelftal ·  Haïti U21 · Haïti U20 · Haïti U19 · Haïti U18 · Haïti U17
1925 ·
1926 ·
1927–1931 · 
1932 ·
1933 · 
1934 ·
1935–1937 · 
1938 ·
1939 ·
1940–1943 · 
1944 ·
1945–1947 · 
1948 ·
1949 ·
1950 ·
1951 ·
1952 ·
1953 ·
1954 ·
1955 · 
1956 ·
1957 ·
1958 ·
1959 ·
1960 · 
1961 ·
1962 ·
1963 ·
1964 ·
1965 ·
1966 ·
1967 ·
1968 ·
1969 ·
1970 · 
1971 ·
1972 ·
1973 ·
1974 ·
1975 ·
1976 ·
1977 ·
1978 ·
1979 ·
1980 ·
1981 ·
1982 · 
1983 ·
1984 ·
1985 ·
1986–1988 · 
1989 ·
1990 · 
1991 ·
1992 ·
1993 · 
1994 ·
1995 · 
1996 ·
1997 ·
1998 ·
1999 ·
2000 ·
2001 ·
2002 ·
2003 ·
2004 ·
2005 ·
2006 ·
2007 ·
2008 ·
2009 ·
2010 ·
2011 ·
2012 ·
2013 ·
2014 ·
2015 ·
2016 ·
2017 ·
2018 ·
2019 ·
2020 ·
2021 ·
2022 ·
2023 ·
2024
Amerikaanse Maagdeneilanden ·
Antigua en Barbuda ·
Argentinië ·
Aruba ·
Bahama's ·
Bahrein ·
Barbados ·
Belize ·
Bermuda ·
Bolivia ·
Brazilië ·
Britse Maagdeneilanden ·
Canada ·
Chili ·
China ·
Colombia ·
Costa Rica ·
Cuba ·
Curaçao ·
Dominica ·
Dominicaanse Republiek ·
Ecuador ·
El Salvador ·
Grenada ·
Guatemala ·
Guyana ·
Honduras ·
Italië ·
Jamaica ·
Japan ·
Jordanië ·
Kaaimaneilanden ·
Kosovo ·
Mexico ·
Montserrat ·
Nederlandse Antillen ·
Nicaragua ·
Oman ·
Panama ·
Peru ·
Polen ·
Puerto Rico ·
Qatar ·
Saint Kitts en Nevis ·
Saint Lucia ·
Saint Vincent en de Grenadines ·
Spanje ·
Suriname ·
Syrië ·
Trinidad en Tobago ·
Turks- en Caicoseilanden ·
Uruguay ·
Venezuela ·
Verenigde Arabische Emiraten ·
Verenigde Staten ·
Zuid-Korea